# Денисяко, Мирон Ефимович
Миро́н Ефи́мович Денися́к‌о (1906, Новый Быков — 8 ноября 1941, Московская Дубровка) — советский организатор кинопроизводства, политработник, комсомольский работник. Директор киностудии «Ленфильм» (1937—1938). Участник Великой Отечественной войны.

## Биография
Родился в 1906 году в деревне Новый Быков Бобровицкой волости Козелецкого уезда Черниговской губернии. Член ВКП(б).
В 1926—1927 годах — заведующий экономическим отделом Нежинского окружного комитета ЛКСМ Украины. 
В 1930-е годы — на комсомольской и партийной работе в Ленинграде. Избирался членом Ленинградского совета рабочих, крестьянских и красноармейских депутатов XII созыва. В 1936—1937 годах — заместитель директора Ленинградского отделения Института массового заочного обучения партактива (ЛОИМЗО) при ЦК ВКП(б). Делегат VI Ленинградской областной партийной конференции (июнь 1937).
В 1937—1938 годах — директор киностудии «Ленфильм». В числе прочего содействовал продвижению сценария М. К. Калатозова «Шамиль» («Горные орлы»), однако в марте 1938 года Главным управлением кинематографии (ГУК) Всесоюзного комитета по делам искусств при СНК СССР сценарий был отклонён. В студийном фольклоре в память о его недолгом правлении осталась поговорка «Было всяко, теперь – Денисяко».
В 1939, 1940 году — преподаватель кафедры основ марксизма-ленинизма Ленинградского индустриального института.
Принимал участие в Финской кампании в составе 7 армии, батальонный комиссар 1 отдельного восстановительного железнодорожного батальона. Был ранен, после выписки из госпиталя вернулся в часть. В июне—июле 1940 года участвовал в операции Красной армии (РККА) на территории Бессарабии и Буковины. В 1941 году — заместитель начальника отдела политической пропаганды Московского отделения Октябрьской железной дороги (по другим сведениям — Северной железной дороги).  
Участник Великой Отечественной войны. Призван в РККА 12 августа 1941 года. Командир 10 истребительного батальона 9 стрелкового полка 20 стрелковой дивизии внутренних войск НКВД СССР. Погиб 8 ноября 1941 года в районе плацдарма у деревни Московская Дубровка Всеволожского района Ленинградской области. Место захоронения — Ленинградская область, посёлок Московская Дубровка, монумент «Часовня».

### Семья
- жена —  Валентина Петровна Валиченко (по другим сведениям Васильченко[27]). Имел пятерых детей[2].

## Награды
- орден Красного Знамени (21 марта 1940)[28][29]

## Комментарии
1. ↑  В ряде источников фамилия указывается как Донисяко.
2. ↑  Упоминается в документальной повести В. Сазонова, В. Краснопевцева «Солдатское мужество», Л.: Ленииздат, 1985[22].